# Церковь Святых Филиппа и Якоба (Мюнхен)
Церковь Святых Филиппа и Якоба (нем. St. Philipp und Jakob) — римско-католическая филиальная церковь в районе Даглфинг (Богенхаузен) города Мюнхен (федеральная земля Бавария); впервые упоминается в документах от 845 года; современное барочное здание было возведено в 1724 году.

## История и описание
Церковь Святых Филиппа и Якоба в Даглфинге впервые упоминается в акте дарения от 845 года как «basilica in hon. quattuor Coronatorum domini ad Tagolfingas». Данный храм являлся филиальной церковью в приходе Фёринга (Föhring). Первоначально он был освящён в честь Четырёх увенчанных мучеников периода диоклетианского преследования христиан. Позднее — как минимум с 1424 года — храм стал посвящён апостолам Филиппу и Иакову.
В 1724 году церковное здание было перестроено в стиле барокко. Церковь стала представлять собой однонефное здание без трансепта: алтари в стиле барокко были установлены по обе стороны от «триумфальной арки» (средокрестие), а также — в апсиде хора. В главном алтаре находится картина с изображением апостолов Филиппа и Иакова, созданная во второй половине XIX века. В боковых алтарях храма в Даглфинге помещены фигуры Святого Мартина Турского (слева) и папа римского Святого Сильвестра I.
Уже в XX веке, в 1939 году, его неф был расширен. Полная реставрация здания прошла в 1989 году. В настоящее время церковь закрыта для посещения из-за серьезной опасности обрушения её крыши. Церковь окружает обнесенное стеной кладбище, которое в XX веке было значительно расширено на запад. Входит в список памятников архитектуры под номером D-1-62-000-3564 «Filialkirche Daglfing mit Friedhof».